# Bisdom Nevers

Het bisdom binnen Frankrijk

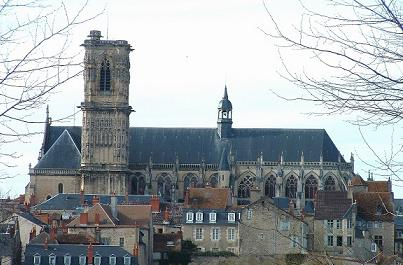
Cathédrale Saint-Cyr-et-Sainte-Julitte

Het bisdom Nevers  (Latijn: Dioecesis Nivernensis; Frans: Diocèse de Nevers)) is een rooms-katholiek bisdom in Frankrijk, met als bisschopszetel de stad Nevers. Het bisdom heeft een oppervlakte van 6.816 km² en het grondgebied komt overeen met dat van het departement Nièvre. Het bisdom bestaat al meer dan 1.500 jaar. Nevers behoort tot de kerkprovincie Dijon.
In 2023 telde het bisdom ongeveer 144.000 katholieken op een totale bevolking van 203.000 (71,3%). Het bisdom telde 45 parochies bediend door 32 diocesane priesters en 14 permanente diakens.

## Historiek
Het bisdom is gesticht aan het begin van de zesde eeuw. De eerste bisschop was de heilige Euladius. Ook verschillende andere bisschoppen in de eerste eeuwen van het bisdom worden vereerd als heiligen. Het middeleeuwse bisdom was kleiner dan het huidige bisdom. In 1801 werd het bisdom Nevers afgeschaft en werd het gebied bij het bisdom Autin gevoegd. Pas in 1823 werd het bisdom Nevers opnieuw opgericht; voortaan vielen de grenzen van het bisdom samen met die van het departement Nièvre. Door het teruglopend aantal priesters werd het aantal parochies aan het einde van de twintigste eeuw teruggebracht van meer dan driehonderd naar 64. Later werd dit aantal nog herleid. In 2002 werd het bisdom suffragaan aan het aartsbisdom Dijon; voordien was dit het aartsbisdom Bourges.

## Bisschoppen

### Enkele bisschoppen van het oude bisdom
- Euladius van Nevers (begin zesde eeuw)
- Aregius van Nevers (548-558)
- Jérôme van Nevers (795-815)
- Hugues de Champallement (1013-1065)
- Guillaume de Saint-Lazare (1204-1221)

### Bisschoppen sinds 1823
- Jean-Baptiste-François-Nicolas Millaux (1823-1829)
- Charles de Douhet d'Auzers (1829-1834)
- Paul Naudo (1834-1842)
- Dominique-Augustin Dufêtre (1843-1860)
- Théodore-Augustin Forcade, M.E.P. (1861-1873)
- Thomas-Casimir-François de Ladoue (1873-1877)
- Etienne-Antoine-Alfred Lelong (1877-1903)
- François-Léon Gauthey (1906-1910)
- Pierre Chatelus (1910-1932)
- Jean Flynn (1932-1963)
- Michel-Louis Vial (1963-1966)
- Jean Streiff (1966-1987)
- Michel Moutel, P.S.S. (1988-1997)
- Francis Deniau (1998-2011)
- Thierry Brac de la Perrière (2011-2023)
- Grégoire Drouot (2024-)

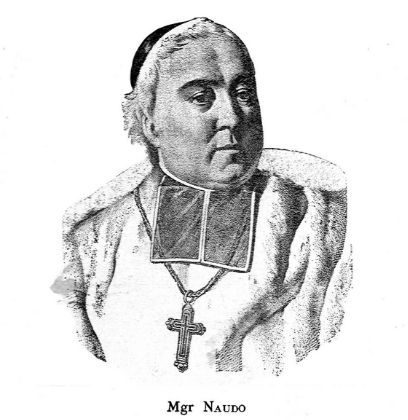
Paul Naudo
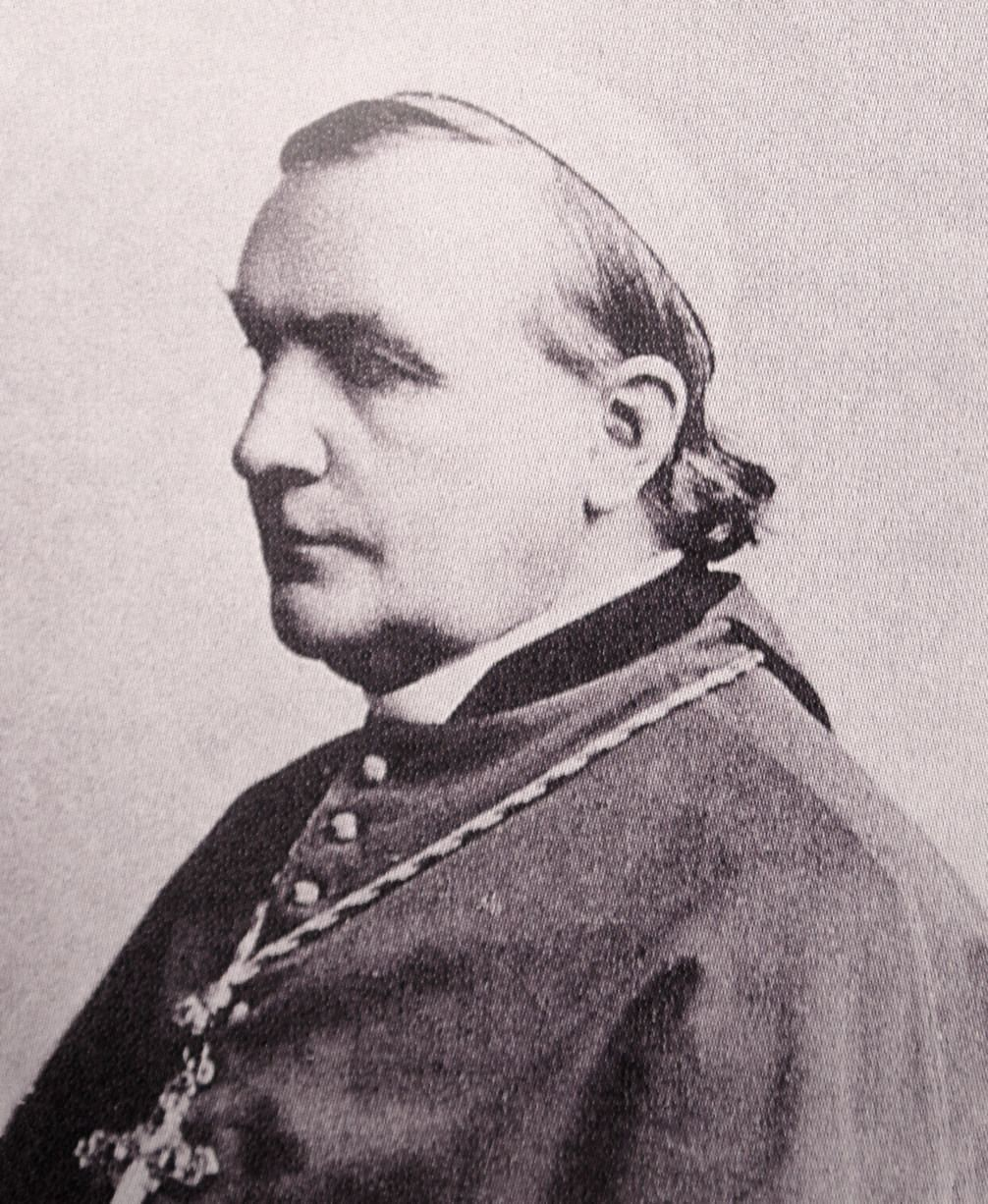
Théodore-Augustin Forcade
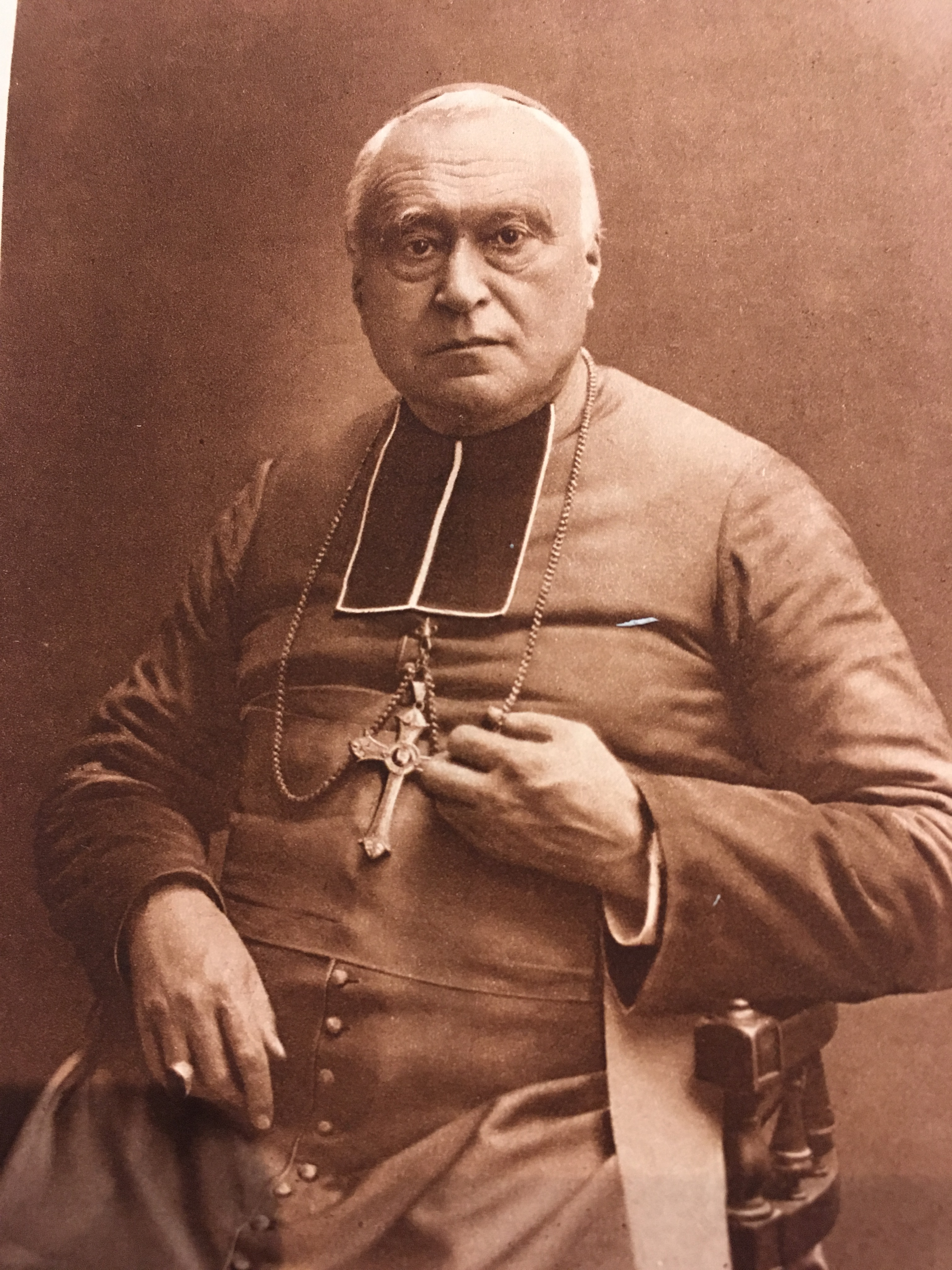
François-Léon Gauthey